# ادیوالدو (بازیکن فوتبال، زاده ۱۹۷۴)
ادیوالدو (انگلیسی: Edivaldo؛ زادهٔ ۲۳ مارس ۱۹۷۴) بازیکن فوتبال اهل برزیل است.
از باشگاه‌هایی که در آن بازی کرده‌است می‌توان به باشگاه فوتبال بوتافوگو اشاره کرد.